# Andinoacara sapayensis
Espèce
Statut de conservation UICN

 DD  : Données insuffisantes
Andinoacara sapayensis est un poisson d'eau douce de la famille des Cichlidés endémique d'Équateur.

## Répartition
Cette espèce est présente dans le nord-ouest de l'Équateur, dans le bassin de la rivière nord-Cayapas,.